# Yacimiento Son Matge
El yacimiento Son Matge es un yacimiento arqueológico ubicado en el municipio español de Valldemosa, está formado por un abrigo rocoso en donde puede encontrarse una secuencia estratigráfica de cinco horizontes culturales diferentes.

## Sinopsis
Este yacimiento se encuentra en el municipio de Valldemosa, en un lugar conocido como S'estret de Valldemossa. Este yacimiento está formado por un abrigo rocoso, y de su estructura se conservan diversos bloques de piedras, se encuentra en una elevación rodeada por encinares. Pero este yacimiento no es importante por su estructura, sino que su importancia es debida a que en él se encuentra una secuencia estratigráfica de cinco horizontes culturales diferentes. Además, se han hecho en este yacimiento descubrimientos de gran importancia, ya que se han encontrado restos de “myotragus balearicus” y hasta una figurilla de barro cocido conocida como la “Dama de Son Matge”. Este abrigo es uno de los primeros yacimientos arqueológicos de Mallorca, por este motivo, es uno de los lugares fundamentales para la arqueología mallorquina.

## Localización
El yacimiento se encuentra en Valldemosa. Para llegar a él, hay que tomar la carretera en dirección Palma – Valldemosa y avanzar por ella, hasta que antes de llegar al pueblo, se gira a mano izquierda en un lugar conocido como “S'estret”, por donde pasa el torrente de Valldemosa. Es en este lugar donde es preciso dejar el vehículo estacionado, para continuar el camino a pie. El camino para llegar al yacimiento no presenta demasiada dificultad, pero hay que saber la ruta que hay que seguir, ya que el yacimiento no está señalizado y hay diversas bifurcaciones.
Tras dejar el vehículo, hay que subir una pequeña cuesta que se encuentra a mano izquierda y atravesar un pórtico. Cuando se cruza éste, se observa que hay diferentes caminos para seguir. Esto es debido a que esta ruta es muy visitada y utilizada por senderistas. Por tanto, para no perderse, hay que situarse en el camino inferior y seguir un muro de piedra que conduce hasta debajo del yacimiento.
El yacimiento puede diferenciarse al ver una gran elevación rocosa, con un gran muro de piedra, en la cual se encuentra. Para llegar allí se ha de subir la cuesta con cuidado, ya que se producen desprendimientos, y el final se halla en el mismo yacimiento, y puede observarse que está vacío debido a las excavaciones que se han realizado en él, ya que se ha excavado a gran profundidad.

## Grado de conservación y potencialidad de la vista
Se seguirá el sistema de puntuación establecido por , ya que para calificar el grado de conservación y la potencialidad del yacimiento seguiremos este sistema común, que facilitará información a otra persona que quiera estudiar el yacimiento. Por tanto, este apartado se divide en una serie de puntos, a los cuales se les otorgará una puntuación y se hará una media de ellos.
1. El primero de los puntos que se analizará es la monumentalidad del conjunto. En él encontramos la altura máxima de las estructuras, que tiene un valor otorgado de 1, ya que su altura de la estructura que se conserva es menos de 50 centímetros. También encontramos el grado de conservación, en el que he establecido un valor de 6, ya que la estructura está muy destruida. Finalmente, el último es la monumentalidad, la cual la he calificado con un 1, ya que solo se conserva una única estructura identificada. La media final del valor de la monumentalidad del conjunto es de 2,33.
2. El segundo punto analiza la significación del yacimiento, y se divide en significación Histórica y significación Estético-Formal. El primero de ellos se divide en dos; el nivel de información de aportación histórica tiene una puntuación de 3, debido a que hay entre 4 y 6 publicaciones que hablan sobre este yacimiento, y el segundo es el nivel de valoración social que tiene 2 puntos.  La significación Estético-Formal, que se divide en cinco. Aquí encontramos la singularidad según tipológico-formal, y tiene 1 punto, al igual que la singularidad dentro del grupo. La singularidad de materiales y de construcción no le he otorgado puntos, pero otras particularidades también tiene 1 punto. Finalmente, la media del valor de significación del yacimiento es de 2,75.
3. En el tercer punto se analiza el potencial turístico/educativo, que se divide en dos. Encontramos en primer lugar el potencial didáctico-formativo, que se divide en; la interactividad,  que tiene un punto, la explicación conceptual que también tiene 1, y en cambio los contenidos temáticos tienen un 2. En segundo lugar trataremos el potencial lúdico-turístico, que está formado por; los trípticos que tiene una puntuación de 0 puntos, las guías turísticas que tienen 1 puntos, y las páginas webs que tienen 1 punto también. En conclusión, el valor de la media final del potencial turístico-educativo es de 3,5.
4. En el cuarto punto analizamos el acceso del lugar, que se divide en: tipo de acceso, que tiene una puntuación de 5, ya que el yacimiento se encuentra en la cima de un camino; el medio de acceso, que tiene 2 puntos ya que al yacimiento sólo se puede llegar a pie; la adecuación del acceso tiene una puntuación de 1, ya que el yacimiento no está adecuado; el tiempo desde la vía pública en vehículo tiene una puntuación de 0 ya que no se puede acceder a él en coche; el último es el tiempo desde la vía pública a pie, y le he otorgado un valor de 5, ya que se tarda menos de 10 minutos desde una vía pública al yacimiento. En conclusión, el valor de la media de accesibilidad del yacimiento es de 2,6.
5. El quinto punto es el acondicionamiento, que se divide en acondicionamiento y limpieza y señalización. Este primero no tiene puntos, y el segundo la señalización, tiene también una puntuación de 0. Finalmente el valor de la media de acondicionamiento es 0.
6. El último punto es la interpretación que tiene un valor de 1.

En conclusión, el recuento final del valor medio de potencialidad como elemento patrimonial visitable es de 1,98.

## Descripción del yacimiento
El yacimiento, como hemos dicho, se encuentra arriba de una colina montañosa rodeada de árboles. Cuando nos encontramos dentro del yacimiento, podemos ver que debajo de su pared de roca, se pueden observar los niveles a los que han llegado los excavadores, y de su estructura se conservan solo algunos bloques de piedra. El yacimiento ofrece una visión de vacío, debido a que las excavaciones que se han realizado han tenido que excavar muchos estratos. Pero, su gran importancia no es debida a su estructura, sino que a la secuencia estratigráfica que se ha establecido debajo de su suelo, ya que se han datado cinco horizontes culturales
El yacimiento fue descubierto por William Waldren en el año 1968. Este lugar, era utilizado como lugar de escondite de objetos por contrabandistas, y Waldren descubrió que había diferentes estratos que revelaban una ocupación humana. Por este motivo, se decidió llevar a cabo una excavación conducida por Waldren y Roselló-Bordoy.
En estas excavaciones, se estableció que había cinco horizontes culturales diferenciados en el yacimiento, que daban muestra de una ocupación del yacimiento desde la prehistoria hasta la época romana.
El primer horizonte se estableció que tenía una cronología entre 5.000 y 2.700 a.C., y en él se encontraron restos de “myotragus balearicus” que habían sido descarnados. Además, el yacimiento era utilizado como habitación.
En el segundo horizonte, se sitúa cronológicamente en la época pretalayótica, y se puede observar según los arqueólogos, que hay una continuación de uso del yacimiento cómo hábitat. Además, en este horizonte se encontró un hallazgo muy importante, la figurilla de barro cocido conocida como la “Dama de Son Matge”, que se piensa que tenía un uso mágico-religioso. También, en ese horizonte parece haber signos de cautividad de los “myotragus balearicus”.
El tercer horizonte es datado de época talayótica, y destaca la importancia de este horizonte, ya que el yacimiento ya no tiene función de hábitat, sino de “cementerio”. Los expertos creen, que este abandono cómo hábitat, fue debido a que hay múltiples derrumbamientos de rocas en esa zona, lo que debía hacer peligrar la seguridad de los habitantes del yacimiento, que decidieron irse a otro lugar.
En este “cementerio”, se descubrieron los restos de un hombre, que posiblemente debía ser una persona importante, y junto a él, se encontraron su espada y otros objetos de bronce.
El cuarto horizonte ya pertenece al talayótico final, del cual se han encontrado pocos objetos y de escasa importancia.
El quinto horizonte es el moderno.

## Interpretación del yacimiento
El yacimiento es de gran importancia para conocer la prehistoria de Mallorca, y un lugar de paso obligado para las personas que se interesen por el tema. En el yacimiento, se puede diferenciar una secuencia de cinco horizontes culturales que nos aportan una gran información sobre la prehistoria de Mallorca. Además, hay que destacar la doble funcionalidad que tuvo el yacimiento, que paso de un lugar de hábitat, a un lugar de enterramiento. También hay que dar mucha importancia a los hallazgos que se han hecho en Son Matge, ya que se descubrió, como hemos dicho a lo largo del texto, una figurilla conocida como la “Dama de Son Matge”, que debía tener una función mágico-religiosa, y los restos de un hombre con su espada y diversos objetos de bronce.